# Pseudaleucis irrorata
Pseudaleucis irrorata là một loài bướm đêm trong họ Geometridae.